# Recital kajkavske poezije "Božo Hlastec"
Recital je ustanovljen 2018. godine u znak sjećanja na ludbreškog pjesnika Božu Hlasteca, a organizira ga Gradska knjižnica i čitaonica "Mladen Kerstner" iz Ludbrega. Na natječaj, koji se objavljuje svake godine tijekom listopada, mogu se javiti svi autori koji pišu poeziju bilo kojim idiomom kajkavskog, a recital se održava svake godine tijekom Dana Bože Hlasteca od 19. – 26. siječnja (što su datumi Hlastecovog rođenja, odnosno smrti).
Prosudbeno povjerenstvo za uvrštenje u zbornik bira 20 – 25 najuspješnijih autora, a zbornik je trogodišnji. 
Na recitalu se dodjeljuju po tri nagrade za najbolje autore: Zlatni kaj (i novčana nagrada), Srebrni kaj i Brončani kaj, u obliku keramičke skulpture koja je djelo ludbreške umjetnice Štefanije Baranašić.

## Objavljeni zbornici
- Zavuzlana misel (zbornik izabranih radova 2018. – 2020.)
- Faloček kraja našega (zbornik izabranih radova 2021. – 2023.)

## Dobitnici nagrada
- 2018. 
  - Zlatni kaj – Marija Hlebec
  - Srebrni kaj – Aleksandar Horvat
  - Brončani kaj – Željko Funda
- 2019.[1]
  - Zlatni kaj – Darko Foder
  - Srebrni kaj – Ljubica Ribić
  - Brončani kaj – Ružica Marušić Vasilić
- 2020.[2]
  - Zlatni kaj – Davor Grgurić
  - Srebrni kaj – Ljubica Ribić
  - Brončani kaj – Mirjana Mikulec
- 2021.[3]
  - Zlatni kaj – Darko Foder
  - Srebrni kaj – Željko Funda
  - Brončani kaj – Snježana Budanec
- 2022.[4]
  - Zlatni kaj – Ljubica Ribić
  - Srebrni kaj – Tomislav Ribić
  - Brončani kaj – Željko Funda
- 2023.[5]
  - Zlatni kaj – Željko Funda
  - Srebrni kaj – Tomislav Ribić
  - Brončani kaj – Aleksandar Horvat
- 2024.[6]
  - Zlatni kaj – Snježana Novotny
  - Srebrni kaj – Zdenka Maltar
  - Brončani kaj – Sanja Vargek
- 2025.[7]
  - Zlatni kaj – Tibor Martan
  - Srebrni kaj – Snježana Budanec
  - Brončani kaj – Dragica Reinholz

## Vanjske poveznice
- Gradska knjižnica i čitaonica "Mladen Kerstner"